# Takanami (destroyer, 1942)
Pour les autres navires du même nom, voir Takanami (destroyer).
Le Takanami (高波) est un destroyer de classe Yūgumo en service dans la Marine impériale japonaise pendant la Seconde Guerre mondiale.

## Historique
Dans la nuit du 13 au 14 octobre, il escorte les cuirassés Kongō et Haruna pendant le bombardement d'Henderson Field, à Guadalcanal. Dans la nuit du 15 au 16 octobre, il escorte les croiseurs Myōkō et Maya lors d'un autre bombardement sur l'aéroport. Le 30 novembre 1942, le Takanami effectue un transport de ravitaillement à destination de Guadalcanal, lorsque son Task Group engagea une force opérationnelle de la marine des États-Unis à la bataille de Tassafaronga. Le Takanami torpilla les croiseurs lourds USS Minneapolis et New Orleans mais il fut coulé par les croiseurs à plusieurs kilomètres au sud-sud-ouest de l'île de Savo, à la position géographique 9° 14′ S, 159° 49′ E. 197 membres d'équipage furent tués, 48 survivants atteignirent Guadalcanal et 19 furent capturés par les troupes américaines.